# سفسطة
السفسطة أو السفسطائية هي مذهب فكري فلسفي نشأ في اليونان إبان نهاية القرن السادس وبداية القرن الخامس ق.م في بلاد الإغريق، بعد انحسار حكم الأقلية الأوليغارشية وظهور طبقة حاكمة جديدة ديموقراطية تمثل الشعب، وقد ظهر السفسطائيون كممثلين للشعب وحاملين لفكره وحرية منطقه ومذهبه العقلي والتوجه المذكور هذا هو الذي كلفهم كل ما تعرضوا له من هجوم حتى ليصدق القول بأن السفسطائيين كانوا من أوائل المذاهب الفكرية التي تعرضت للتنكيل والنفي والقتل لمجرد كونها تخدم مصلحة الضعفاء والمساكين، فقتل أغلب قادتهم وشرد الباقون، كمثل ما حصل مع هيبياسي، الذي كان من أشهر قادة الديمقراطيين، والذي تعرض فيما بعد للإعدام. وكذلك بروتاجوراس الذي أوكلت إليه مهمة وضع دستور للبلاد الإغريقية إبان الحكم الديمقراطي الجديد، حيث أحرقت كتبه ونفي من أثينا. وغير ذلك «بروديقوس» الذي عذب وحوكم بالإعدام، فشرب السم.
وقد عرفت السفسطة بأنها: نوع من الاستدلال يقوم على الخداع والمغالطة، وقيل: مسلك عقلي مشترك يتخذه بعض فلاسفة اليونان.
والمدرسة السفسطائية من المدراس الفلسفية القديمة، فقد نشأت بعد مذهب ديمقراطيس وأنبادوفليس، وقاموا بإنكار حقائق الأشياء وزعموا أن كل شيء مبني على الوهم ولا توجد حقيقة ثابتة، وهم بذلك قاموا بنقل الفلسفة من المحسوس إلى الفكر والعقل.

## تعريف السفسطة
قيل: نوع من الاستدلال يقوم على الخداع والمغالطة.
وقيل: مسلك عقلي مشترك بين بعض فلاسفة اليونان.

## نشأة المدرسة السفسطائية
المدرسة السفسطائية من المدراس الفلسفية القديمة، فقد نشأت بعد مذهب ديمقراطيس وأنبادوفليس، وقاموا بإنكار حقائق الأشياء وزعموا أن كل شيء مبني على الوهم ولا توجد حقيقة ثابتة، وهم بذلك قاموا بنقل الفلسفة من المحسوس إلى الفكر والعقل.

## فرق السفسطة
ينقسم الفكر السفسطي إلى ثلاث فرق هي:
الفرقة الأولى: بروتاغوراس، وتقوم على أساس أن الإنسان هو مقياس الحقيقة، فما يراه الإنسان صحيحاً فهو صحيح في مقياسه وخاطئ لدى غيره، وتسمى هذه الفرقة بالعندية.
الفرقة الثانية: غورجياس، وترى هذه الفرقة أن كل شيء في تغير دائم، ولو افترضنا وجود الحق فإن الإنسان لا يمكن أن يدركه لأنه في تغير دائم.
الفرقة الثالثة: مذهب بيرون، وتسمى باللاأدرية، وهي فرقة تقدس الشك وشعارها (نحن شاكون وشاكون في أننا شاكون).

## تطور المدرسة السفسطائية
في القرن الخامس قبل الميلاد هاجم الفُرس بمساعدة الفينيقيين بلاد اليونان ومع أن اليونانيون قد هزموا الفرس والفينيقيين فقد خرجوا من الحرب مُنْهَكِي القوى ثم أدركوا أن الفرس لم يستطيعوا أن يصلوا إلى بلادهم البعيدة إلى اليونان إلا بأسباب الحضارة المادية القائمة على العلم فاندفع الشبان اليونانيون لتعلم العلم ولكن المعلمين كانوا قليلين فتصدى للتعليم أناس كثيرون عاديون ولكن على شيء من المعرفة سموا أنفسهم (سوفيتيس) (المعلمين البلغاء أو معلمي الحكمة).
ومع أن هذا الاسم سوفيتيس (و يعني سفسطي أو سفسطائي) كان في الأصل وصف مدح فإن هؤلاء المعلمين المتكسبين بالعلم حقاً وباطلاً قد جعلوا منه صفة ذم فأصبح قول سفسطة يعنى بها الكلام الذي فيه تمويه للحقائق مع فساد في المنطق مع صرف الذهن أيضاً عن الحقائق والأحوال الصحيحة أو المقبولة في العقل وتضليل الخصم عن الوجهة الصحيحة في التفكير.
أهمل السفسطائيون الرياضيات والطبيعيات في التعليم إلا قليلاً، وطبعاً كانت ناتجة عن قلة معرفتهم بها ولقلة موافقتها لغرضهم ثم ما لبثوا أن دخلوا على تعليم الفنون التي يجوز فيها الجدل ويقبل فيها الرأي الشخصي كالنحو والبلاغة والخطابة والتاريخ وكان هؤلاء يعلمون كل طالب معرفة ما يريده من الفنون ثم يزينون له تلك الفنون التي كان يميل إليها ويذمون أمامه الفنون التي لا يحبها أو التي لا يميل إليها.
فكان الجدل هو أسلوب التعليم الذي خطه السفسطائيون إذ تكلموا في الخطابة والبلاغة وأثرها في الفرد والمجتمع وقد جادلوا في طبيعة الإنسان وجادلوا في اللغة أهي وضعية أم طبيعية وكذلك جادلوا في الأخلاق أهي وراثة اجتماعية أم مولودة اى مغروزة في الإنسان منذ الولادة.
كان مأخذ سقراط على السفسطائيين هو تقاضيهم مالا لقاء تعليمهم ولكن برتراند راسل يوضح عن حق في أن السفسطائيين الذين يحترفون الكلام هم أيضاً بحاجة إلى الطعام. ولقد كان المواطنون العاديون في أثينا يعتبرون سقراط نفسه سفسطائيياً وليس فيلسوفاً، بسبب الجهل طبعاً.

## مواقف شهيرة
من أشهر الأساليب التي اتبعت وقتها ما سمي «القياس الإحراجي»، والذي اشتهر به المعلم «بروتاغورس»، الذي كان قد استخدم قياس الإحراج في قضية رفعها ضد أحد تلامذته، الذي تعهد لأستاذه الذي علمه القانون وجدل المرافعات أمام المحاكم، أن يدفع القسط الثاني من المصروفات عندما «يكسب» أول قضية له أمام المحاكم في أثينا، ومرَّ الوقت ولم يفِ التلميذ بالوعد أو يسدد، وهنا لجأ بورتاغورس إلى المحكمة في محاولة لاسترداد مصروفاته من التلميذ، وكانت مرافعته باستخدام «قياس الإحراج» كالآتي:
1. إذا خسر التلميذ القضية وجب عليه أن يدفع القسط الثاني بمقتضى حكم المحكمة.
2. وإذا «ربح» التلميذ القضية وجب عليه دفع القسط الثاني بموجب الاتفاق الموقع بينه وبين «بروتاغورس» أستاذه السابق.

وأصبح التلميذ إما أن يكسب القضية، أو يخسرها. وفي كلتا الحالتين وجب على التلميذ دفع القسط الثاني لأستاذه «بروتاغورس».
ولكن التلميذ رد على أستاذه برد بليغ وكانت مرافعته بدوره كالآتي:
1. إذا كسبت هذه القضية أمام المحكمة فلن أدفع شيئاً بمقتضى حكم المحكمة.
2. ولكن إذا خسرتها فلن أدفع شيئاً بمقتضى الاتفاق المبرم بيني وبين أستاذي، لأنه اشترط عليّ أن أدفع فقط في حالة «كسب» أول قضية أرفعها وها أنا ذا قد خسرتها.
3. ولكن إما أن أكسب القضية أو أخسرها.

إذن: فلن أدفع شيئاً في كلتا الحالتين.

## معاني لكلمة سفسطة
- السفسطة هي قياس مركب من الوهميات الغرض منه إفحام الخصم أو إسكاته. والسفسطائيون ينكرون الحسيات والبديهيات وغيرها مما أقره المنطق أو قبلته أحوال المجتمع السليم.[9]
- والسفسطة في المعجم الوسيط تعني من أتى بالحكمة المموّهة.
- السفسطة هي أيضاً التلاعب بالألفاظ لطمس الحقائق والإجابة على السؤال بسؤال.

## أثر السفسطة في الفلسفة
و مع أن السفسطائيين كانوا محنة للفلسفة لأنهم تلاعبوا بالمدارك الفلسفية واستخدموا تعليم الفلسفة في سبيل كسب المال لكنهم قد أفادوا المجتمع في أنهم أثاروا في نفوس الشبان شيئاً من الرغبة في طلب العلم.
فمن أعلامهم مثلاً بروثاغوراس الذي كان أول من فكر في قوانين النسبية ويعتبره البعض الملهم لأينشتاين. حيث قال من ضمن نظريته القديمة في النسبية (أن قيمة الأشياء نسبية فليس ثمة شيء خير من نفسه أو شر في نفسه وإنما هو خير أو شر وعدل وظلم).
من أهم السفسطائيين أيضاً، وربما على الإطلاق، سقراط الذي شاركهم الاهتمام بالإنسان وحده وبالمجادلة عن الآراء ثم خالفهم في أنه جعل قيمة الأشياء مطلقة وقد جعل جداله محاذياً للمنطق فامتاز عنهم في الجدل بأنه جعل رد السؤال بسؤال من جنسه ليثير التفكير عند السائل ثم مزج الجد في الجدال بشيء من التهكم. وكانت غاية العلم عند سقراط هي إدراك ماهيات الأمور والأشياء كإيجاد حدود تامة تساعد الإنسان على أن يتبين معاني الأشياء في أوضح صورها ودقائقها وذلك بأن يكون للكلمات مدلولاتها الدقيقة وللمعاني نطقها الخاص بها بخلاف بعض المغالطين الذين يتقصدون استعمال الكلمات المتقاربة في اللفظ والمشتركة في المعنى والغامضة في الدلالة الذين أطلق عليهم المغالطين في ذلك الوقت والذين كانوا يميلون في جدالهم إلى الإبهام في الألفاظ والإيهام في المعاني.
ومن أهم ما تم نقله عن سقراط أو إمام السفسطائيين أنه جعل الأخلاق حيزاً من العقل لا حيزاً من الدين وقال إن المعرفة تنتج عن الفضيلة ومن عرف الحق لم يظلم ومن رأى وجه الخير لا يقرب الشر ولا يمكن للإنسان أن يسلك سلوكاً يخالف رأيه الصائب. وإن أتى نفر من المشهورين بالعلم شراً كان علمه على ظن وليس على يقين.
كما لا يفوتنا أن الكثير من الفلاسفة المعاصرين تبنوا أو تأثروا بهذا المذهب ولعل أهمهم كان فريدريك نيتشة وديكارت وغيرهم. طور السفسطائيون من أسلوبهم في التعامل بالمنطق فكانوا يميلون إلى المنطق الممزوج بالخيال أحياناً.

## انتقادات
بالرغم أن اسم «سوفيتيس» (وتعريبها سفسطي أو سفسطائي) كان في الأصل وصف مدح؛ إلا أن لجوء هؤلاء المعلمين لتقاضي مالا لقاء تعليمهم (أي للتكسب بعلمهم) جعل (سقراط) يعتبر ذلك مأخذا سلبيا عليهم؛ فصار اسم (سفسطي) صفة ذم، ونتيجة لرأي سقراط ومن بعده (أرسطو) كذلك فأصبح لفظ «سفسطة» ينحصر في معنى: الاستدلال القائم على الخداع والمغالطة.

## في العصر الحديث
أصبح مصطلح السفسطائي يستخدم في العصر الحديث لوصف «المغالطة» وهو النقاش الذي يسعى فيه أحد الطرفين للمرواغة وكسب النقاش باستخدام حجج وقرائن لا علاقة لها بصلب الموضوع انما تلتف حوله، وتستخدم المغالطة حجة كاذبة بقصد تضليل. والسفسطائي هو الشخص الذي اجاب بحجج ذكية ولكن المغالطات خادعة.